# Марксизм і національне питання
«Маркси́зм і націона́льне пита́ння» — теоретична робота Й. Сталіна, написана в Відні й опублікована в 1913 році. Після статей і виступів В. Леніна стаття Й. Сталіна була першою більшовицькою роботою в російському робітничому русі, що спростовувала докази прихильників «культурно-національної автономії» від австромарксизму. Робота стала популярною серед російських марксистів, з цього часу Сталін вважався фахівцем із національних проблем.

## Зміст
Сталін починає свою роботу з опису «контрреволюції», що породила «хвилю націоналізму» як зверху, так і «знизу». Він називає «сіонізм серед євреїв», «шовінізм в Польщі», «панісламізм серед татар», націоналізм вірмен, грузинів і українців. Сталін закликає соціал-демократію «дати відсіч націоналізму», протиставивши йому «зброю інтернаціоналізму». Критично він оцінює нові вимоги Бунду зі «святкування суботи» й «визнання жаргону».
Сталін визначає націю як «історично сформовану стійку спільність людей, що виникла на основі спільності мови, території, економічного життя й характеру». Державна спільність при цьому не тотожна «спільності національній». Наприклад, нація була відсутня у «великій державі Кіра» або в Австрії.
Умовами нації є такі:
1. «Спільність мови» — чехи зберігають свою своєрідність в Австро-Угорщині завдяки окремій мові.
2. «Спільність території» — «північноамериканці» розмовляють однією мовою з англійцями, але територіально не утворюють з ними єдиної нації.
3. «Спільність економічного життя» — грузини до XIX століття жили різними економічно відокремленими князівствами на одній території й не утворювали єдиної нації.
4. «Національний характер» — ірландці розмовляють однією мовою з англійцями, населяють одну і ту ж територію і живуть спільним економічним життям, але мають «своєрідний характер».

На підставі цих критеріїв Сталін вважав, що російські, галицькі, американські, грузинські та гірські євреї не утворюють єдиної нації, оскільки пов'язують їх тільки «релігія, спільне походження й залишки національного характеру». З цього питання він дискутує з Отто Бауером, звинувачуючи того в спіритуалізмі. Європейські нації (англійці, французи, італійці, німці), на думку Сталіна, створилися в епоху капіталізму, який змінив собою «феодальну роздробленість».
У Східній Європі національні держави не створювалися: тут з'явилися «ядра національностей» у «міжнаціональних державах» — німці,мадяри й росіяни. Однак капіталізм пробуджує до життя «відтиснуті нації» (хорвати, поляки, латиші, литовці), що викликає боротьбу «дрібної буржуазії пригнобленої нації проти великої буржуазії керівної нації». При цьому Сталін вважає, що пролетаріату «не потрібно ставати під прапор буржуазії», оскільки «національна боротьба» здатна призвести до «різанини й погромів». Однак робітникам необхідно «боротися проти політики гноблення націй». Імунітетом проти національної боротьби є демократизація, як-от у Швейцарії. Визнаючи право націй на самовизначення, Сталін вважав, що «закавказькі татари» не повинні відділятися від Росії. Також він критикує ідею австромарксистів про національну автономію, що культивує збереження національних особливостей (на кшталт «самобичування у свято шахсей-вахсей» для «закавказьких татар») і спробу «повернути назад колесо історії». Подібним чином Сталін критикує ідею бундівців про національну автономію для євреїв: асиміляцію євреїв він вважав об'єктивним процесом. На Кавказі Сталін відзначав «цілий ряд народностей з примітивною культурою» (абхази, аджарці, інгілойці, інгуші, лезгини, мегрели, свани), для яких складно вдовольнити вимогу національної автономії. Він закликав їх «вилупитися зі шкаралупи дрібно-національної замкнутості» й «піднятися на вищі щаблі культури». Розв'язання національного питання Сталін вбачав в «обласній автономії» на таких територіях, як Кавказ, Литва, Польща, Україна і т. ін., де буде здійснена демократизація й дотримані права користування рідною мовою.

## Оцінки
Згідно з Комуністичною партією Греції (2020) ця робота Сталіна «є однією з найважливіших марксистських книг із даного питання».

## Критика
У 1966 році радянський і російський історик, філософ і етнолог Ю. І. Семенов у статті «З історії теоретичної розробки В. І. Леніним національного питання», опублікованій у журналі «Народи Азії й Африки», критикував цю роботу Сталіна, показавши, що вона «не є теоретичною працею, а натомість є однією з багатьох популярних в ті роки брошур; у ній немає жодної оригінальної думки; в знаменитому чотириелементному сталінському визначенні нації три перших ознаки запозичені в Каутського, а четверта — в О. Бауера; дане визначення теоретично абсолютно не має сенсу; частина тексту в роботі Сталіна — це плагіат з творів К. Каутського й О. Бауера; робота містить безліч неточностей і помилок». Також Семенов зазначив, що в умовах, коли «наше вище партійне керівництво взяло курс на повільну ресталінізацію», а на засіданні редакційної колегії журналу «переважна більшість присутніх висловилася проти публікації статті», включаючи члена редакційної колегії й заступника завідувача Міжнародного відділу ЦК КПРС Р. А. Ульяновського; І. С. Брагінський, що був у той час головним редактором журналу, зумів відстояти статтю Семенова. Через деякий час після її публікації Семенов дізнався, що керівництво Відділу науки ЦК КПРС внесло пропозицію про обов'язкове включення цієї роботи Сталіна «в програми курсів з філософії, наукового комунізму та історії партії». Однак «з великими труднощами противникам цієї пропозиції все ж вдалося провалити її», причому, згідно з відомостями Семенова, «важливим їхнім аргументом була посилання на мою статтю, в якій, як вони вказували, робота Сталіна була повністю розвінчана».